# Branchinecta longiantenna
Branchinecta longiantenna é uma espécie de crustáceo da família Branchinectidae.
É endémica dos Estados Unidos da América.